# Batalla de Ramales
La batalla de Ramales fue una batalla de la primera guerra carlista sucedida entre los días 17 de abril y 12 de mayo de 1839 en la localidad cántabra de Ramales de la Victoria (llamada así por esta batalla), el río Asón y sus alrededores y que enfrentó a las fuerzas liberales mandadas por Baldomero Espartero, con las carlistas, a cuyo frente se encontraba el general Rafael Maroto.

## Desarrollo
Las fuerzas liberales, que inicialmente duplicaban a las de los carlistas, llegaron a cuadruplicarlas al mantener Maroto en reserva, sin llegar a emplearlos, a 8 de sus 17 batallones; esto y el hecho de haber ordenado capitular a los defensores del fuerte de Guardamino, que defendía el comandante carlista Carreras, antes de haber sido atacados y cuando se encontraban física y moralmente dispuestos a defenderse hasta el último extremo, hizo que el general carlista fuera acusado de complicidad con Espartero, pese a que se les hubieran explotado varios cañones mal fabricados en Guriezo.
También se cree que siendo los mandos cántabros apostólicos, no mantenían una buena relación con el general Rafael Maroto, ni con Cástor de Andéchaga, lo que contribuyó a que los mandos carlistas pusieran en primera línea a los batallones cántabros en la batalla de Guardamino. Su conducta posterior hace que hoy se pueda asegurar que Maroto pudo haber sido más beligerante con Espartero, atestiguando los testimonios que Maroto mantenía contactos con Espartero a través de emisarios extranjeros (británicos) con el objeto de lograr una salida digna para la facción a través de un armisticio.
Los carlistas se asentaban en Ramales y Guardamino y colocaron un cañón, "El abuelo", dominando la carretera desde la cueva de la Lobera (entre Lanestosa y Ramales), lo que impedía el paso de la tropa. Hay varias versiones de cómo se logró. Para unos fue el guerrillero liberal Juan Ruiz Gutiérrez, alias "Cobanes", oriundo de los valles pasiegos, quien, arrojando paja luego incendiada, les obligó a salir de la cueva (situación que es materialmente imposible, quedando como una fábula). Otra opinión es que fue cañoneada durante siete horas. Finalmente se apunta, y posiblemente se ensayaron los tres procedimientos, que se utilizaron cohetes de guerra o incendiarios, llamados la Congreve en honor al coronel artillero que los inventó, los cuales llevaban en la cabeza un cartucho o proyectil que obligó a los 27 carlistas a salir de la cueva.  
Espartero encomendó al general Leopoldo O'Donnell el ataque de las fuerzas guarecidas en las alturas del Mazo y al brigadier Ramón Castañeda (posterior conde de Udalla) el ataque contra los carlistas que dominaban la Peña del Moro. 
Ramales fue batido por la artillería de los isabelinos, superando las fortificaciones carlistas, preparadas durante largo tiempo en dos casas frontales en la carretera. Al retirarse, el batallón carlista vizcaíno que estaba acantonado en Ramales incendió el pueblo, quedando solo en pie la iglesia de San Pedro, por su parte saqueada, la taberna y tres edificios. Ramales se conquistó pero quedó destruido por los atacantes y por los propios carlistas en su retirada a Guardamino. 
El fuerte, tras una fuerte batalla donde corrió la sangre de las dos partes en los alrededores y donde los batallones carlistas cántabros quedaron diezmados y con la conciencia de haber sido traicionados (por no haber sido asistidos por los soldados que estaban en Carranza), capituló bajo la orden de Maroto sin necesidad de que fuera tomado por las fuerzas de Espartero. Rendidos los carlistas, el general Espartero arengó a sus fuerzas con estas palabras que figuran en la orden del día 13 de mayo:

El enemigo no quiso aceptar vuestro reto para una batalla general. Encasillados en sus formidables posiciones, allí quería que se estrellase vuestro arrojo. Allí os conduje. Allí vencimos. Allí completamos su ignominia.

## Consecuencias
De la dureza de los combates, llevados a cabo por ambas partes con valor y tenacidad, da idea el hecho de que las bajas llegaron casi a 2.000, repartidas equitativamente entre los dos bandos.
El pueblo quedó en ruinas y hubo que reconstruir después los puentes y las casas incendiadas, pero aquella gesta le valió llamarse, desde entonces, Ramales de la Victoria. El general Espartero recibió de la gobernadora el título de Duque de la Victoria por esta victoriosa batalla, aparte de ser nombrado alcalde por la corporación municipal constitucional que había sido repuesta tras la retirada carlista (cargo que no ejerció).
La pérdida de Ramales tuvo para los carlistas graves consecuencias, al verse obligados a evacuar el Valle de Carranza, perder la fundición de cañones de Guriezo y tener que abandonar las posibilidades de operar en tierras de Cantabria y, a través de ellas, poder invadir Asturias y llevar la guerra a Galicia. Aunque siguió habiendo presencia de guerrilleros carlistas en la región, que continuaron creando problemas para los lugareños, sucesos como el ocurrido en Ampuero, con amplias pérdidas cristinas, lo certifican.

## La batalla en la Literatura
El escritor grancanario Benito Pérez Galdós envió al Director del periódico La Prensa, de Buenos Aires, una carta fechada el 20 de septiembre de 1884 y que apareció publicada el 4 de octubre de ese mismo año. En la carta galdosiana se habla del sentimiento liberal de los cántabros: 

En este pueblo comercial y laborioso, en esta zona habitada por la raza cantábrica jamás ha tenido raíces el carlismo. La vecindad del País Vasco, donde aquella aborrecida idea tiene su principal asiento, no ha sido parte a alterar en ningún tiempo la condición apacible y liberal de los cántabros.

Cuenta Amós de Escalante, en Costas y Montañas. Diario de un caminante (1871), como los estampidos de artillería se oían, cuando soplaba el viento, en las cercanías de Santander: 

En aquellas asperezas se daba una batalla de días, complicada y difícil, batalla y asedio a la vez; combates de artillería y combates de arma blanca; batalla reñida, reñidísima, como que la sostenían por una y otra parte soldados curtidos y amaestrados en largas campañas sostenidas durante seis dolorosos años, al rigor de todas las penalidades del suelo, de todas las inclemencias del cielo.

En el mismo libro de Costas y Montañas. Diario de un caminante (1871) se vuelve a citar a la Batalla de Ramales, situando esta acción en la Provincia de Cantabria, término tradicional que aún usaban los cántabros a pesar de la moderna denominación entonces de Provincia de Santander, instituida ésta por Real Decreto de 30 de noviembre de 1833, es decir, tan sólo cuatro décadas antes de la aparición de la novela Costas y Montañas. Decía Amós de Escalante:

Todos os acordáis de Ramales, ¿no es cierto? Digo todos los nacidos en la triste era de la civil discordia que dentro de esta provincia de Cantábria marcó en dos parajes diversos su siniestra aurora y su sangriento ocaso, en Vargas y en Ramales.

Por otra parte, aquella lejana batalla dejó su herencia en el saber popular, empleándose el dicho «Fue más gorda que la de Ramales, que bajaba el río tinto en sangre» para referirse a una situación exagerada o excesiva. Además, en las proximidades de la Villa de Ramales se encuentra una montaña, el Pico Ranero, también llamado "Picón del Carlista", desde donde cuenta la leyenda se arrojó al vacío un general carlista antes que entregarse a las fuerzas liberales.